# Устойчивое боковое положение
Устойчивое боковое положение, УБП —  положение, в которое помещается человек в бессознательном состоянии при наличии дыхания с целью дождаться приезда бригады скорой медицинской помощи. В этом положении у пострадавшего нет риска удушения из-за перекрытия дыхательного пути расслабленным языком или попадания в дыхательные пути физиологических жидкостей.

## Описание
Устойчивое боковое положение придают человеку, находящемуся без сознания либо после появления дыхания благодаря сердечно-лёгочной реанимации, либо убедившись в наличии у него дыхания.
В случае отсутствия сознания мышцы расслабляются. Лежащий на спине человек может задохнуться в случае попадания рвоты в дыхательные пути или перекрытия дыхательных путей запавшим (расслабленным) языком. Устойчивое боковое положение обеспечивает открытие дыхательных путей, исключает западание расслабленного языка и даёт возможность свободно вытекать слюне и рвоте.
Устойчивое боковое положение — положение на боку, ладонь «верхней» руки под головой, «верхняя» нога согнута в колене и упирается в пол.
Методика придания устойчивого бокового положения, манипуляции проводятся стоя на коленях сбоку от пострадавшего:
1. снимите с пострадавшего очки;
2. ближнюю к вам руку поместите под прямым углом к телу пострадавшего и согните её в локте рядом с головой ладонью вверх;
3. вторую (дальнюю) руку пострадавшего переместите на вашу сторону и приложите её тыльную сторону ладони к (ближнему к вам) уху пострадавшего, придерживайте её;
4. свою свободную руку просуньте под колено противоположной (дальней от вас) ноги пострадавшего и приподнимите её, не отрывая ступню от земли;
5. потяните за эту приподнятую ногу на себя и уложите пострадавшего на бок;
6. подтяните согнутую ногу пострадавшего к животу и проверьте, что пострадавший лежит устойчиво, а нижняя его рука свободна;
7. слегка запрокиньте его голову (это раскроет его дыхательные пути).

Когда пострадавший находится в устойчивом боковом положении, периодически проверяйте его состояние, чтобы вовремя обнаружить потерю дыхания (при которой необходимо проводить сердечно-лёгочную реанимацию).